# 穆杜拜·色沙查盧·那拉西姆漢

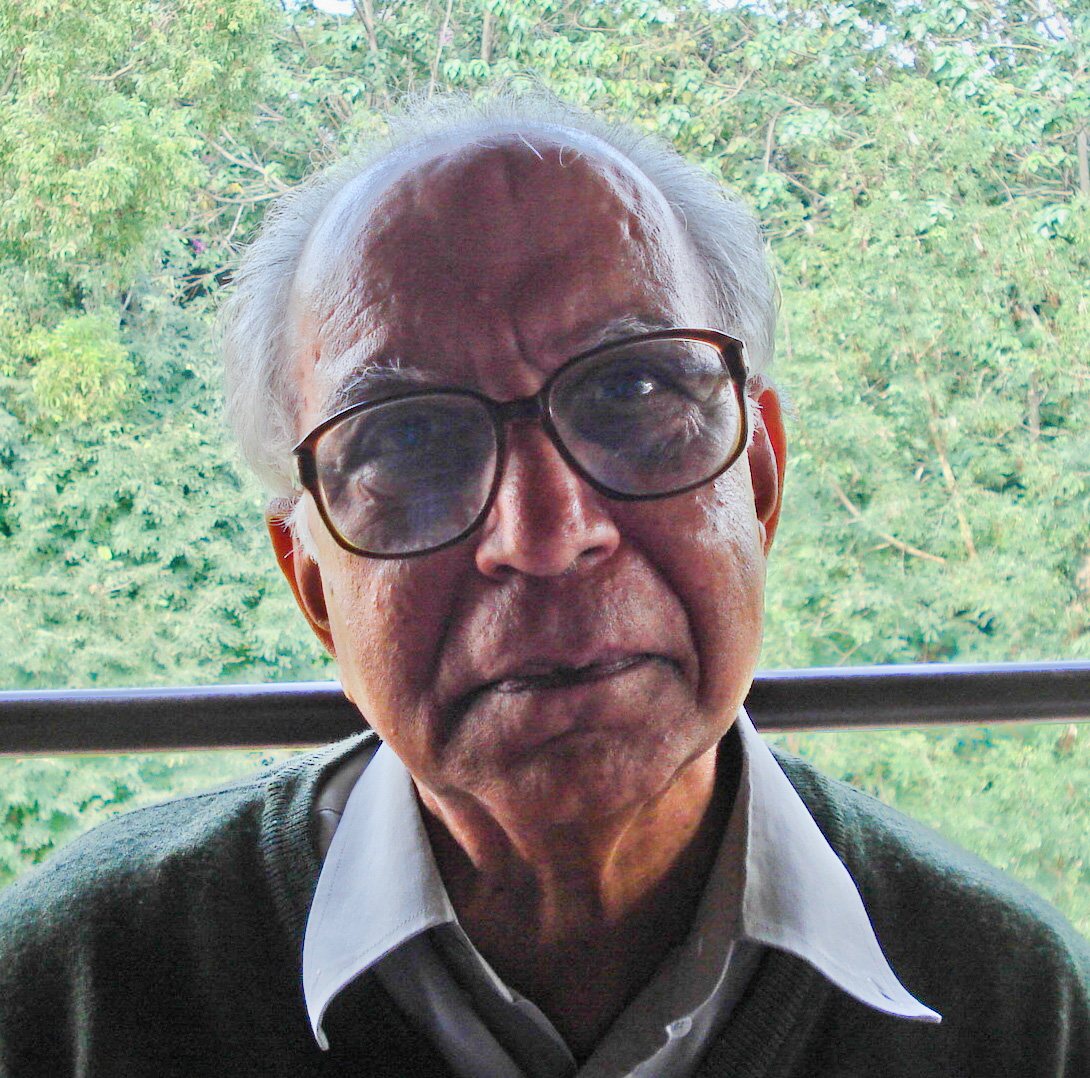
那拉西姆漢，2010年

穆杜拜·色沙查盧·那拉西姆漢（英語：Mudumbai Seshachalu Narasimhan，1932年6月7日—2021年5月15日），印度數學家，泰米爾人，也是印度第三級公民勳章蓮花勳章得主。他的研究領域包括代數幾何、微分幾何、表示論和偏微分方程。

他和康吉瓦拉姆·斯里蘭加查里·塞沙德里於1948年同期進入印度的洛約拉書院，其時不太相熟；後來他們於1950年至1953年一起在塔塔基礎研究院（TIFR）學習，1957年至1960年共同於巴黎與當地數學家交流。自入讀TIFR起，他們成了好朋友。雖然兩者初步時的專業領域不同－－那拉西姆漢以數學分析為重心，塞沙德里以代數幾何為重心，但他們依然經常談話。他們在返國的之後的第三年開始一起探討一個數學問題，一個後來為兩者在數學界奠定地位的定理：那拉西姆漢–塞沙德里定理。他們的友誼持續超過六十年。
他和音樂家妻子薩昆塔拉育有一女一子，女兒是物理學家，兒子投身管理業。

## 外部連結
- 穆杜拜·色沙查盧·那拉西姆漢在數學譜系計畫的資料。